# The House That Jack Built (film fra 1900)
|  | For Lars von Triers film fra 2018, se The House That Jack Built |
The House That Jack Built er en britisk stumfilm fra 1900 af George Albert Smith.